# Самидинова, Багдат
Багдат Самидинова (каз. Бағдат Сәмединова; род. 5 февраля 1954; Меркенский район, Жамбыльская область, Казахская ССР, СССР) — советская и казахская певица, музыкальный педагог,    Заслуженная артистка Республики Казахстан (1995).

## Биография
Багдат Самидинова родилась  5 февраля 1954 года  в Меркенском районе Жамбылской области.
В школьные годы часто участвовала в районных, областных, республиканских конкурсах и смотрах, на которых становилась лауреатом и удостаивалась различных наград.
В 1973 году поступила в класс профессора Н.Шариповой в Республиканскую эстрадно-цирковую студию. После окончания  учёбы и по сей день работает солисткой в «Казахконцертте».
В 1992 году окончила филологический факультет Казахского Национального университета.
В настоящее время она работает преподавателем вокального отделения в Казахском Национальном университета искусств «Шабыт», так же в Государственной Академической филармонии г. Астаны и одновременно является солисткой «Казахконцерта».

## Творчество
Багдат участвовала в различных музыкальных фестивалях и конкурсах, где удостаивалась званий лауреата:
- 1972 — лауреат республиканского конкурса «Алло, мы ищем таланты!», на котором исполнила песню композитора Н.Тлендиева «Алатау» в сопровождении Эстрадно-симфонического оркестра, Алма-Ата.
- 1981 — лауреат республиканского фестиваля молодых исполнителей «Жігер», Алма-Ата.
- 1981 — Лауреат Фольклорного фестиваля в Турции. На фольклорном фестивале, который проходил в Италии среди 14 государств — участников Багдат выступала с ансамблем «Сазген сазы» на котором они стали обладателями Гран-при.
- 1988 — была осуществлена Программа концертно-гастрольного объединения «Казахконцерт» «Достық отауы», благодаря которой жители практически всех уголков республики увидели концерты Б. Самидиновой и ансамбля «Самал», а также они совершили турне по Туркмении, Башкирии Татарстану, Узбекистану, Киргизии и др.

Багдат Самидинова сотрудничает с оркестрами, делая концертные программы для своих поклонников: Оркестр казахских народных инструментов им. Курмангазы, Фольклорно-этнографический оркестр «Отрар сазы» им. Н. Тлендиева, Оркестр народных инструментов Филармонии Астаны, Карагандинский оркестр народных инструментов им. Таттимбета.
В составе культурных делегаций певица с ансамблем «Сазген сазы» посетила такие страны, как Китай, Россия, Польша, Малайзия, Испания, Англия, Швеция, Чехия, Таиланд, Венгрия. С оркестром казахских народных инструментов им. Курмангазы выступали в Турции.
В честь 100 летия классика казахской литературы М. О. Ауэзова в составе казахстанской делегации Б.Самидинова была приглашена на международный форум в Венгрию.

## Репертуар
- Казахские народные песни, песни как маститых так и молодых композиторов Казахстана. Н. Тлендиев Өз елім», «Кең дала», «Ақ дастархан», «Туған жер», «Алты бақан», «Қанатым», Ш. Қалдаяков «Отырардағы той», «Сағынышым менің», «Қол созып құшак жайған қандай адам», А .Бесеуов «Бір тамаша ән үшін», «Армансыз күнім болмайды», «Армандастар», «Ән журегім», «Сырласу вальсі», С. Байтереков «Сары арқа», «Жасандар ағалар», А. Коразбаев «Қазақстан», «Желдірме», «Сағындым Кенен атамды», А. Бексултан «Өмір бағым», «Сол бір кеш», А. Абдинуров «Киелі Отан», «Сағындым сәулем» и многие другие.

## Награды
- Указом президента Республики Казахстан от 12 декабря 1995 года награждена почётным званием «Заслуженная артистка Республики Казахстан» за высокие достижения и заслуги в эстрадном искусстве.
- 1985 — лауреат Республиканского фестиваля «Жігер»
- 1996 — Международная премия Кыргызской Республики имени А. Малдыбаева
- 1998 — Медаль «Астана»
- 2003 — Медаль «Ерен Еңбегі үшін»[1]
- 2011 — Указом президента Республики Казахстан от 7 декабря 2011 года награждена орденом «Курмет» за большой вклад в развитие отечественного музыкального искусства.[2]
- 2011 — Медаль «20 лет независимости Республики Казахстан»
- 2015 — юбилейная золотая медаль «Қазақ хандығына 550 жыл»
- 2016 — Медаль «25 лет независимости Республики Казахстан»
- 2021 (2 декабря) — Орден «Парасат»;[3]
- 2024 - “Алтын барыс” төсбелгісі